# Henryk Porajski
Henryk Wiesław Porajski (ur. 8 marca 1948 w Ostrowi Mazowieckiej) – generał brygady Wojska Polskiego w stanie spoczynku.

## Wykształcenie
- W 1972 ukończył Wyższą Szkołę Oficerską Wojsk Pancernych im. Stefana Czarnieckiego w Poznaniu.
- W 1979 ukończył studia magisterskie pedagogiczne.
- W 1989 ukończył Podyplomowe Studia Operacyjno Strategiczne na Akademii Obrony Narodowej

## Kariera wojskowa
W latach 2002–2006 dyrektor Departamentu Spraw Obronnych, Kancelaria Prezesa Rady Ministrów RP
- kierowanie strukturami międzyresortowymi w dziedzinie przygotowań obronnych, w tym przygotowanie Strategicznych Gier Obronnych;
- kierowanie zespołami zarządzania kryzysowego, w tym funkcje Dyrektora Centrum Zarządzania Kryzysowego Rządu RP w czasie ćwiczeń NATO w latach 2003 – 2006;
- współkierowanie w imieniu Prezesa Rady Ministrów RP przygotowaniami do Międzynarodowego Salonu Przemysłu Obronnego, Zastępca Przewodniczącego Rady Programowej MSPO;
- udział w negocjacjach międzynarodowych NATO i UE – uzgadnianie specjalistycznych przedsięwzięć szkoleniowych dot. działań antyterrorystycznych;
- działania legislacyjne w międzyresortowych oraz wewnętrznych zespołach dot. bezpieczeństwa kraju oraz działań antykryzysowych;
- praca w komisjach sejmowych.
W latach 1989–2002 kierownicze stanowiska w zarządach Ministerstwa Obrony Narodowej i Sztabu Generalnego WP
- organizowanie współpracy ze specjalistycznymi komórkami ONZ i NATO w dziedzinie misji pokojowych ONZ oraz Partnerstwa dla pokoju;
- uczestniczenie w konsultacjach międzynarodowych;
- organizowanie i koordynowanie działalności bieżącej Sztabu Generalnego
- kierowanie zespołem organizacyjnym systemu ochrony obiektów w WP.
W latach 1972–1989 służba w jednostkach liniowych WP
- organizowanie i prowadzenie działalności szkoleniowej i wychowawczej na kierowniczych stanowiskach w pułku, brygadzie i dywizji.
Awanse
- generał brygady[1] - 15 sierpnia 2005 przez Prezydenta RP Aleksandra Kwaśniewskiego

## Ordery i odznaczenia
- Krzyż Oficerski Orderu Odrodzenia Polski (2005)[2]